# Уиллс, Мэри
Мэри Уиллс (англ. Mary Wills; 4 июля 1914, Прескотт, Аризона — 7 февраля 1997, Седона) — американская художница по костюмам, лауреат премии «Оскар» за лучший дизайн костюмов.

## Биография
Училась в Аризонском университете, окончила Университет Нью-Мексико со степенью бакалавра, после чего стала первой женщиной, поступившей в Йельскую школу драмы, где получила степень магистра.
Начала работу в Голливуде с эскизов к костюмам для «Унесённых ветром».
В 1962 году получила премию «Оскар» за лучший дизайн костюмов за работу над фильмом «Чудесный мир Братьев Гримм». Также участвовала в работе над костюмами для ледовых шоу.
Проделала большую работу над костюмами для фильма «Камелот», получившего премию «Оскар» за костюмы в 1967 году.
Умерла от почечной недостаточности. Оригиналы её эскизов хранятся в Музее искусств округа Лос-Анджелес.

## Награды и номинации
Премия «Оскар» за лучший дизайн костюмов (1962) за работу над фильмом «Чудесный мир братьев Гримм».
Шесть номинаций на ту же премию: за фильмы «Ханс Кристиан Андерсен», «Королева-девственница», «Мятежный подросток», «Уверенная улыбка», «Дневник Анны Франк» и «Заговор на Пасху».

## Избранная фильмография
- Камелот / Camelot (1982)
- Заговор на Пасху / The Passover Plot (1976)
- Дневник Анны Франк / The Diary of Anne Frank (1967)
- Чудесный мир братьев Гримм / The Wonderful World of the Brothers Grimm (1962)
- Мыс страха / Cape Fear (1962)
- Чудесная страна / The Wonderful Country (1959)
- Дневник Анны Франк / The Diary of Anne Frank (1959)
- Замечательный мистер Пеннипакер / The Remarkable Mr. Pennypacker (1959)
- Уверенная улыбка / A Certain Smile (1958)
- Фройляйн / Fräulein (1958)
- Пой, парень, пой / Sing, Boy, Sing (1958)
- Калифорнийские семьи / No Down Payment (1957)
- Бернардин / Bernardine (1957)
- Шляпа, полная дождя / A Hatful of Rain (1957)
- Затерянный автобус / The Wayward Bus (1957)
- Подлинная история Джесси Джеймса / The True Story of Jesse James (1957)
- Люби меня нежно / Love Me Tender (1956)
- Мятежный подросток / Teenage Rebel (1956)
- Между раем и адом / Between Heaven and Hell (1956)
- Последний фургон / The Last Wagon (1956)
- Больше чем жизнь / Bigger Than Life (1956)
- Карусель / Carousel (1956)
- С добрым утром, мисс Дав / Good Morning, Miss Dove (1955)
- Королева-девственница / The Virgin Queen (1955)
- Принц игроков / Prince of Players (1955)
- Ханс Кристиан Андерсен / Hans Christian Andersen (1952)
- Я хочу тебя / I Want You (1951)
- Край гибели / Edge of Doom (1950)
- Пленение / The Capture (1950)
- Моё глупое сердце / My Foolish Heart (1949)
- Розанна МакКой / Roseanna McCoy (1949)
- Очарование / Enchantment (1948)
- Песня Юга / Song of the South (1946)
- Белль на Юконе / Belle of the Yukon (1944)